# Yli Kuusijärvi
Yli Kuusijärvi är en sjö i Pajala kommun i Norrbotten och ingår i Torneälvens huvudavrinningsområde.